# Skysjön
Skysjön är en sjö i Uppsala kommun i Uppland och ingår i Skeboåns huvudavrinningsområde. Sjön är 8,9 meter djup, har en yta på 0,469 kvadratkilometer och befinner sig 26,1 meter över havet.

## Delavrinningsområde
Skysjön ingår i det delavrinningsområde (665099-164209) som SMHI kallar för Utloppet av Norrsjön. Medelhöjden är 26 meter över havet och ytan är 24,13 kvadratkilometer. Det finns inga avrinningsområden uppströms utan avrinningsområdet är högsta punkten. Avrinningsområdets utflöde Skeboån (Framån) mynnar i havet. Avrinningsområdet består mestadels av skog (83 procent). Avrinningsområdet har 3,03 kvadratkilometer vattenytor vilket ger det en sjöprocent på 12,5 procent.